# Vinterferie
Vinterferie er en ferie, som ligger om vinteren.

## Danmark
I Danmark er vinterferien en ugelang skoleferie, som typisk ligger i uge 7 eller uge 8. Placeringen af vinterferien afgøres af den enkelte kommune, og de fleste har lagt den i uge 7, bortset fra kommunerne i Nordjylland, på Østsjælland og Vestegnen, hvor ferien traditionelt har ligget i uge 8. Tidligere holdt kommunerne på Fyn også vinterferie i uge 8, men fra og med 2015 blev den flyttet til uge 7 efter en aftale indgået mellem de 10 fynske kommuner.
Bornholms Regionskommune har traditionelt placeret vinterferien i den uge, hvor fastelavnsmandag falder. Fra 2016-2018 gennemførte kommunen en forsøgsordning med ferien placeret fast i uge 7,men fra 2019 genindførtes ordningen med vinterferie i fastelavnsugen på Bornholm.
Brøndby Kommune har som den eneste kommune valgt, at vinterferien falder i uge 7 i ulige årstal og i uge 8 i lige årstal.
Følgende 20 kommuner holder vinterferie i uge 8:
- Nordjylland: Aalborg, Brønderslev, Frederikshavn, Hjørring, Jammerbugt, Læsø, Rebild, Vesthimmerland.
- Østsjælland og Vestegnen: Albertslund, Glostrup, Greve, Høje-Taastrup, Ishøj, Køge[7], Lejre, Roskilde, Rødovre, Solrød, Stevns og Vallensbæk.

Følgende kommune holder vinterferie i uge 7 i ulige årstal og i uge 8 i lige årstal:
- Brøndby

Følgende kommune holder vinterferie i den uge, hvor fastelavnsmandag falder:
- Bornholm

Landets øvrige 75 kommuner har placeret ferien i uge 7.

## Sverige
I Sverige holdes sportlov ("sportsferie"), som varer en uge og ligger mellem uge 7 og uge 12, men normalt inden for en treugersperiode og således at sportlov og påskeferie (der i Sverige ligger i ugen før eller efter påske) ikke kommer for tæt på hinanden.
Sportlov har sin oprindelse i den såkaldte kokslov ("koksferie"), som blev indført i 1940, hvor der var rationering i Sverige, så man kunne spare på opvarmningen af skolerne. Formålet med sportlovet blev snart omformuleret til fremme af vintersport gennem sportsudøvelse i hjemegnen eller i fjeldet. I dag har mange kommuner ferieaktiviteter, der ikke nødvendigvis har meget med vintersport at gøre, f.eks. floorball.
I forskellige dele af Sverige ligger sportlov forskelligt:
- Uge 7: Göteborg, Kungsbacka, Västra Götaland, Jönköpings län, Ydre.
- Uge 8: Uppsala län, Skåne län, Södermanlands län (undt. Gnesta), Östergötlands län (undt. Ydre), Örebro län, Hallands län, Blekinge län, Kalmar län, Kronobergs län.
- Uge 9: Stockholms län, Dalarnas län, Gästrikland, sydlige Hälsingland, Västmanlands län, Värmlands län, Gnesta, Älvkarleby.
- Uge 10: Västerbotten, Norrbotten, nordlige Hälsingland, Västernorrlands län, Jämtlands län, Idre.
- Uge 11: Jokkmokk.[9]

## Norge
I Norge blev vinterferien i skolerne generelt indført efter anden verdenskrig, men forskellige former for vinterferie fandtes allerede langt tidligere. I en annonce i Aftenposten den 31. marts 1912 skrev Ebbesen & Jensen, at "Da vi har Specialforretning og i en Årrække har git vort Personale 10 Dages Vinterferie, holder vi vor Forretning Aaben Paaskelørdag." Den 24. januar 1913 skrev Aftenposten, at Kristiania Kreds af Nationalforeningen mod Tuberkulose åbnede en vinterferiekoloni for svagelige børn fra tuberkuløse hjem.
Vinterferien i Norge holdes pr. 2020 i uge 8, 9 eller 10 afhængig af fylke. Fylkesmanden i hvert fylke beslutter, hvornår vinterferien falder. Den 1. januar 2020 trådte Regionreformen i kraft, og antallet af fylker i Norge blev reduceret fra 20 til 11. Vinterferieugen i 2020 blev planlagt ud fra de gamle fylkegrænser.
I 2020 var vinterferieugerne i Norge fordelt som følger:
- Uge 8: Oslo, Agder, Finnmark, Hedmark, Sogn og Fjordane, Møre og Romsdal, Trøndelag, Vestfold og Telemark, Akershus, Østfold samt Odda og Voss Kommune.
- Uge 9: Buskerud, Hordaland, Oppland og Rogaland
- Uge 10: Nordland, Troms.

I Finnmark varierer vinterferien dog meget fra kommune til kommune, og i nogle skoler har eleverne kun to eller tre fridage i stedet for en hel uge. På Svalbard er der ingen vinterferie.

## Holland
I Holland blev vinterferien (carnavalvakantie, voorjaarsvakantie eller krokusvakantie ("karnevals-", "forårs-", hhv. "krokusferie") indført i 1970'erne. Den ligger i midten til slutningen af februar og landet falder i to dele: den sydlige del holder ferie i ugen før eller efter resten af landet.

## Belgien
I Belgien afhænger vinterferiens placering af påsken, således at vinterferien begynder seks uger før palmesøndag.

## Tyskland
I Tyskland er det kun nogle af forbundslandene, der holder vinterferie – som regel i en uge.

## Schweiz
I Schweiz varer sportsferien en til to uger og ligger alt efter kanton mellem slutningen af januar og begyndelsen af marts.

## Østrig
I Østrig ligger vinterferien i februar og varer en uge. Ferien ligger midtvejs i skoleåret og kaldes derfor Semesterferien. Feriens placering varierer mellem forbundslandene.